# Геолошка и хидрометеоролошка школа „Милутин Миланковић”
 Геолошка и хидрометеоролошка школа „Милутин Миланковић” је средња школа. Налази се у Београду, општини Вождовац, у улици Исидоре Секулић 26 у Београду, а основана је 1948. године.

## Историјат
Године 1947. Министарство рударства ФНРЈ основало је школу за „помоћнике” геолога у Панчеву са трајањем од две године, а након седнице школе усвојен је предлог да она прерасте у трогодишњи Геолошки техникум. Уредба Владе ФНРЈ о оснивању и делокругу рада Геолошког техникума у Панчеву донети су 28. септембра 1948. године. Уредбу о оснивању потписао је Јосип Броз Тито и тадашњи министар рударства и Светозар Вукмановић. Сви тадашњи ученици у школи били су стипендисти савезних институција, а актом Владе ФНРЈ. од 3. марта 1948. године основана је и Хидрометеоролошка школа у згради Треће женске гимназије. Године 1949. Хидрометеоролошка школа пресељена је у зграду Школе за стручне раднике у улици кнеза Милоша 59. Геолошки техникум са интернатом прелази на буџет Народног одбора града Панчева, 1952. године.
Након договора између Одбора града Панчева и Одбора града Београда, оснива се средња Геолошка техничка школа са интернатом у Београду, 1952. године. Налазила се у просторијама бивше 4. мешовите гимназије у Хумској улици. У нову и модернију зграду школа прелази 1957. године у улици Војводе Степе 82, када је решен проблем школског простора и стечени су услови за нормално функционисање школе. Савет за школство НР Србије одобрио је нови наставни план и програм Геолошке средње техничке школе. Настава на звање геолошки техничар организовала се као вечерња због потребе за геолошким образовањем радника, у трајању од две године, почевши од 1961. године.
План и програм школе је допуњен и измењен у складу са геолошким истраживањима, 1963. године, да би 1965. године донета одлука о пресељењу школе у засебну зграду, коју је некад користила основна школа у Есад пашиној улици 26. на Вождовцу. Зграда је адаптирана, дограђени су кабинети, фискултурна сала и просторије за минералошко-петрографску збирку, као и хемијска лабораторија. До 1973. године, ова школа била је једина у тадашњој СФРЈ која је образовала и васпитала средњи геолошки кадар, па је она прерасла у Геолошки центар и почела школовање за занимање геобушач. Након уведеног Закона о усмереном образовању, школа добија назив Образовно-васпитна радна организација геолошке струке, а две године касније добија назив Образовно-васпитна радна организација геолошке и хидрометеоролошке струке. По Милутину Миланковићу, српском математичару, астроному, климатологу, геофизичару, грађевинском инжењеру, доктор техничких наука, као и популаризатору науке и физичару, школа добија име 1988. године. Након реформе школства 1990. године укида се усмерено образовање, а стручни предмети се поново слушају од првог разреда.
Године 2020. Геолошка и хидрометеоролошка школа ,,Милутин Миланковић“ освојила је прво место на конкурсу Регионалне канцеларије за сарадњу са младима (RYCO) са својим пројектом „Гласови“.